# Megalochelys
Megalochelys era una specie di tartaruga terrestre di dimensioni eccezionali, vissuta in India, Pakistan e Indonesia durante il Pleistocene (1,8 milioni di anni fa - 8.000 anni fa).

## Descrizione
Nota anche con il nome particolarmente evocativo di Colossochelys, questa testuggine si differenziava dalle attuali Testudo principalmente per la taglia, che raggiungeva i 2,5 metri di lunghezza grazie al solo carapace. Alta circa 1,8 metri e pesante fino a 4 tonnellate (solitamente tra 1 e 2 t), Megalochelys è una delle più grandi testuggini mai esistite; solo le tartarughe marine del Cretaceo (Archelon e Protostega) la superavano in dimensioni. Attualmente le dimensioni medie in questo genere  variano dai 10 cm della Testudo kleinmanni ai 40 cm della Testudo marginata.
Probabilmente, l'aspetto richiamava da vicino quello delle testuggini giganti delle Galápagos (Chelonoidis nigra). Come queste, anche questo rettile preistorico era dotato di quattro zampe elefantine con dei cuscinetti sotto i piedi in grado di sostenere l'enorme peso e il carapace in cui si poteva nascondere dai predatori. Nonostante ciò era assai lento. Megalochelys era dotato di artigli con cui scavava buche per le uova.

## Dieta
Si nutriva di foglie e germogli arbustivi che tagliava col suo becco corneo. A volte si alimentava di vermi.

## Tassonomia
Megalochelys è il nome originale e tuttora valido, anche se a volte il genere viene citato come Colossochelys.
Il genere contiene tre specie ufficialmente denominate, oltre a vari taxa ancora privi di denominazione.
- Megalochelys atlas Falconer and Cautley, 1844,[6] tardo Miocene e primo Pleistocene, India (Shivalik), Myanmar, ?Thailandia
- Megalochelys cautleyi Lydekker, 1889,[6][7] dal tardo Pliocene al primo Pleistocene, India (Sivalik Hills); probabile nomen dubium.[6]
- Megalochelys margae,[6] primo Pleistocene, Sulawesi, Indonesia. Lunghezza stimata tra 1,4 e 1,9 m.[6]
- Megalochelys sondaari Karl and Staesche, 2007,[6] primo Pleistocene (fino a 1,7 milioni di anni fa) Luzon, Philippines.
- Megalochelys sp. medio-tardo Pleistocene (circa 0,8-0,12 milioni di anni fa) Timor, Indonesia[1]
- Megalochelys sp. primo Pleistocene (fino a 1,2 milioni di anni fa) Giava, Indonesia[1]
- Megalochelys sp. primo Pleistocene (1,4-1,3 milioni di anni fa)[8] Flores, Indonesia.[1]